# Тибо, Келли
Келли Тибо (англ. Kelly Thiebaud; род. август 1985 или 27 августа 1982, Эль-Кампо, Техас) — американская актриса, наиболее известная благодаря роли злобной Бритт Уэстборн в дневной мыльной опере ABC «Главный госпиталь».
Тибо родилась в Техасе и в начале карьеры работала моделью. В 2010-х она начала профессиональную актёрскую карьеру, появляясь на телевидении, в сериалах «Чак», «Касл» и «Мыслить как преступник», а также малых фильмах уровня «Хостел 3» (2011), «Уничтожение» (2013) и «Грэйс акустическая» (2013). Также у неё были второстепенные роли в «Дни нашей жизни» и «Втайне от родителей». С 2012 по 2014 год Тибо снималась в «Главный госпиталь». Она покинула дневную мыльную оперу в конце 2014 года, чтобы продолжить карьеру в прайм-тайм.
В 2015 году Тибо обручилась с актёром Брайаном Крэйгом, но пара распалась в 2016 году.